# Servantes du Divin Cœur
Les Servantes du Divin Cœur (en latin : Ancillae Divinis Cordis) forment une congrégation religieuse féminine enseignante de droit pontifical.

## Histoire
La congrégation est fondée à Coria le 26 juillet par Marcelo Spínola y Maestre (1835-1906), évêque du diocèse de Coria, avec l'aide de la marquise Celia Méndez y Delgado en religion Marie Thérèse du Cœur de Jésus (1844-1908) pour l'éducation de la jeunesse.
L'institut est approuvé par le fondateur le 17 juin 1887 et reçoit le décret de louange de Pie X le 1er février 1902, les constitutions sont approuvées définitivement par le Saint-Siège le 5 mai 1909.

## Activité et diffusion
Les Servantes se consacrent à l'enseignement de différents niveaux, gèrent des résidences universitaires et favorisent les œuvres culturelles.
La maison généralice est à Madrid.
En 2017, l'institut comptait 288 religieuses dans 44 maisons.